# Magacine
Magacine fue un programa de televisión emitido por Canal+, entre el 6 de septiembre de 1996 y el 5 de noviembre de 2005, en el cual se repasaba la actualidad cinematográfica.

## Formato
Magacine abordaba la actualidad relacionada con el mundo del séptimo arte: rodajes, tanto españoles como de producciones extranjeras; próximos estrenos; novedades de la cartelera americana y la evolución de la taquilla, así como información de los festivales más importantes y reportajes dedicados a los directores y estrellas del momento. 
Durante los primeros años el espacio emitía una piezas llamadas "Filminutos" del animador cubano Juan Padrón que consistían en unas breves historias animadas en tono de humor ligadas a la actualidad.

## Historia
Comenzó a emitirse en abierto en Canal+ el 6 de septiembre de 1996 sustituyendo al programa Primer plano de la misma temática. Durante los seis primeros años de emisión, la presentación corría a cargo de los periodistas Ana García-Siñeriz (que ya colaboraba en el espacio Lo + Plus de la misma cadena) y Jaume Figueras (presentador de Cinema 3 en TV3). Esta "pareja televisiva" también se encargaba de presentar los especiales previos de la gala de los Premios Óscar en Canal+ y llegó a presentar también el espacio "Nuestro cine" en la misma cadena.
A partir de 2002 la presentación corrió a cargo del periodista y actor Antonio Muñoz de Mesa, aprovechando además un cambio en el decorado y sintonía del programa. A él se le unió en la temporada 2004-2005 (última temporada) la presentadora Raquel Sánchez Silva.
Magacine estuvo en antena hasta dos días antes de la llegada de Cuatro, y por ende el fin de las emisiones en abierto de Canal+ en el sistema analógico terrestre.

## Presentadores
- Ana García-Siñeriz y Jaume Figueras (1996-2002).
- Antonio Muñoz de Mesa (2002-2004).
- Antonio Muñoz de Mesa y Raquel Sánchez Silva (2004-2005).

## Horario de emisión
En su primera etapa el espacio estaba dividido en dos programas, Magacine: Toma Uno y Magacine: Toma Dos, el primero se emitía los viernes por la noche y el segundo los sábados por el mediodía, luego pasaría a emitirse sábados y domingos por el mediodía para después emitirse "en una única toma" los sábados a las 13h00 del mediodía. 